# Clearlake (Californie)
Clearlake est une municipalité américaine du comté de Lake, en Californie. Sa population était de 13 142 habitants au recensement de 2000.

## Démographie
| 1990   | 2000   | 2010   | - | - | - |
| ------ | ------ | ------ | - | - | - |
| 11 804 | 13 142 | 15 250 | - | - | - |